# Chiesa di San Bernardo (Castagneto Carducci)
La chiesa di San Bernardo è un luogo di culto che si trova a Castiglioncello di Bolgheri, nel comune di Castagneto Carducci.
Costruita nel 1805 e ristrutturata tra il 1914 e il 1915, è ad aula unica con la facciata in conci di pietra squadrati. La parte inferiore delle pareti laterali è decorata a finte lastre marmoree, motivo che viene ripetuto nella zona presbiteriale. Un arco dipinto a finti conci bianchi e grigi delimita la zona absidale nella quale è raffigurata la Madonna col Bambino.
L'altare reca un ciborio a pianta quadrangolare; sulla superficie del paliotto campeggiano due scudi contenenti l'arme dei Della Gherardesca e la croce pisana. Interessante l'acquasantiera che risulta dall'assemblaggio di un basamento tardorinascimentale in pietra recante lo stemma Soderini con un bacile in marmo suddiviso in spicchi.